# Arctodiamesa breviramosa
Arctodiamesa breviramosa är en tvåvingeart som beskrevs av Makarchenko 1995. Arctodiamesa breviramosa ingår i släktet Arctodiamesa och familjen fjädermyggor. Inga underarter finns listade i Catalogue of Life.